# Hiéroglyphe égyptien R10

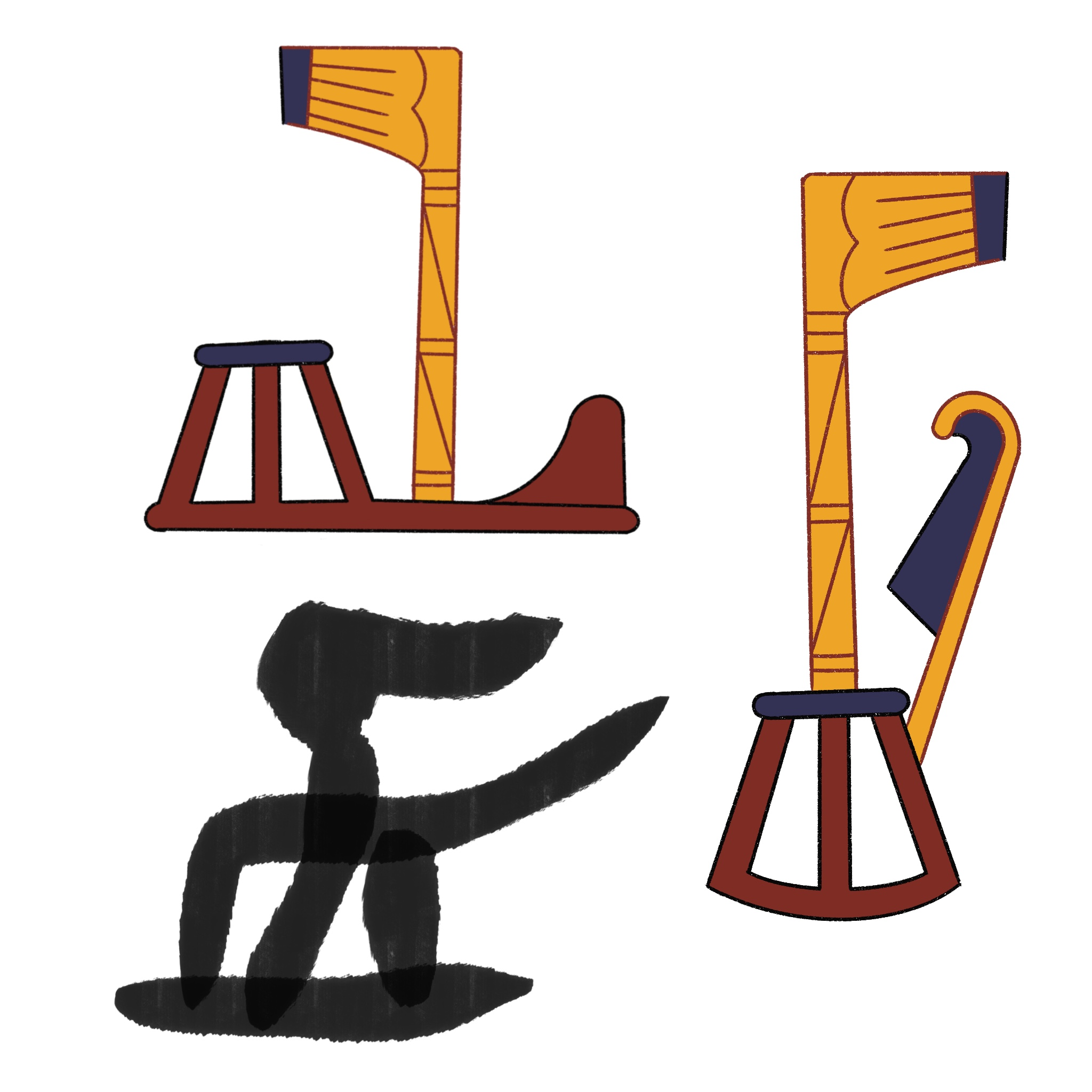
Version hiératique et hiéroglyphique

L'oriflamme, billot de boucher et colline en hiéroglyphes égyptiens, est classifié dans la section R « Mobilier cultuel et emblèmes sacrés » de la liste de Gardiner ;  il y est noté R10.

## Représentation
Il représente la combinaison en monogramme d'hiéroglyphe composant le terme ẖrt-nṯr. Généralement un mât à oriflamme (hiéroglyphe R8), un billot de boucher (hiéroglyphe T28) et une colline (hiéroglyphe N29) pouvant s'agencer de manière très différentes. Il est translittéré ẖrt-nṯr aussi ẖr-nṯr. 

## Utilisation
| R10 | / | R8 | T28 · r | N25 |

| R10 | / | R8 | T28 · r | N25 |

Voir les hiéroglyphes :
| R8 |

| R8 |

| R8A |

| R8A |

| R9 |

| R9 |